# Heidi Schmidt
Heidi Schmidt, född 13 november 1993 i Århus i Danmark, är en svensk friidrottare som huvudsakligen tävlar i diskuskastning. Hon slog i augusti 2012 Anna Söderbergs 20 år gamla svenska juniorrekord.

## Karriär
Heidi Schmidts karriär som ungdom bestod av två vinster i Ungdoms-SM 2008 och 2009 samt en bronsmedalj i de första officiella Olympiska Spelen för ungdomar, Ungdoms-OS 2010 i Singapore. Vägen till bronset var krokig. Vid säsongens inledning var personbästet 40,62 meter vilket inte räckte för uttagning i första gruppen av friidrottare som skulle få delta i de europeiska uttagningarna i Moskva 21-23 maj, men 2 maj på Sätra IP kastade hon 44,58 meter i tävlingen Hellas-kastet och fick då åka till uttagningarna i Moskva. Med en placering där som sexa var hon klar för Ungdoms-OS 2010. På plats i Singapore med det tionde bästa personbästa var förväntningarna begränsade, men med nytt personbästa (47,20 meter) och placering som trea i kvalet ändrades allt, och i finalen ökades personbästet igen till 47,57 meter i sista kastet och det blev brons. Resultatet 47,57 meter är dessutom inofficiellt svenskt ungdomsrekord.
2011 och 2012 var junioråren och hon tog sig till final vid såväl Junior-EM i Tallinn 2011 som vid Junior-VM i Barcelona 2012. Båda dessa säsonger vann hon svenska juniormästerskapen och även den Nordiska Juniorlandskampen i Köpenhamn 2011 och i Växjö 2012. Vid junior-SM 2012 på Sollentunavallen vann hon med nya svenska juniorrekord-noteringen 53,66 meter. Vid stora SM 2012 blev det silver, när Anna Söderberg vann för tjugonde året i följd. Vid årets slut stod dock Heidi Schmidts juniorrekord även som Sverigeårsbästa för seniorer. 2012 blev det också debut i såväl Finnkampen som i DN-Galan.
Vid U23-EM i Tammerfors 2013 tog sig Heidi Schmidt vidare från kvalet med ett kast på 53,16, i finalen nådde hon 51,81 vilket gav en niondeplats.
2015 deltog Schmidt vid U23-EM i Tallinn och kom med 50,37 m på trettonde plats i kvalet, för finalplats hade det krävts 50,53 m.

## Personliga rekord
| Utomhus - Kula – 13,27 (Växjö 29 juni 2015) - Kula (3 kg) – 14,08 (Sollentuna 13 juni 2010) - Diskus – 55,31 (Helsingfors, Finland 31 augusti 2014) - Slägga – 39,00 (Sätra 14 september 2016) - Spjut – 33,87 (Sätra 14 september 2016) - Spjut – 32,56 (Borås 7 juli 2017) | Inomhus - Kula – 14,13 (Norrköping 16 februari 2013) - Diskus – 55,65 (Växjö 31 januari 2015) |

### Fotnoter
1. ↑  ”Karensövergångar 2014”. friidrott.se. 6 oktober 2014. Arkiverad från originalet den 20 november 2016. https://web.archive.org/web/20161120212355/http://www.friidrott.se/forbundsinfo/overgangar/karens14.aspx. Läst 5 december 2016.
2. ↑  ”Stora SM 2012, dag 1”. swedishtiming.se. Arkiverad från originalet den 7 mars 2016. https://web.archive.org/web/20160307130244/http://www.swedishtiming.se/resultat/120824.htm. Läst 16 april 2013.
3. ↑  ”Stora SM 2015, dag 3”. trackandfield.se. http://www.trackandfield.se/resultat/2015/150809.htm. Läst 31 oktober 2015.
4. 1 2 3 4 5 6 7  ”Personsida hos IAAF” (på engelska). iaaf.org. https://www.iaaf.org/athletes/sweden/heidi-schmidt-258596. Läst 22 oktober 2018.
5. ↑  ”European Athletics U20 Championships - Tallinn 2011. Discus Women” (på engelska). european-athletics.org. http://www.european-athletics.org/competitions/european-athletics-u20-championships/history/year=2011/results/index.html. Läst 5 december 2016.
6. ↑  ”Discus Throw Women 14th IAAF World Junior Championships - Qualification” (på engelska). iaaf.org. https://www.iaaf.org/results/iaaf-world-junior-championships/2012/14th-iaaf-world-junior-championships-4872/women/discus-throw/qualification/result. Läst 5 december 2016.
7. ↑  ”Discus Throw Women 14th IAAF World Junior Championships - Final” (på engelska). iaaf.org. https://www.iaaf.org/results/iaaf-world-junior-championships/2012/14th-iaaf-world-junior-championships-4872/women/discus-throw/final/result. Läst 5 december 2016.
8. ↑  ”Förbättringar 2012”. friidrott.se. 2 september 2012. Arkiverad från originalet den 17 oktober 2017. https://web.archive.org/web/20171017201644/http://www.friidrott.se/rs/rekord/swerek/swerek12.aspx. Läst 17 oktober 2017.
9. ↑  ”Årsbästa K ute 2012”. friidrott.se. 26 november 2012. Arkiverad från originalet den 17 oktober 2017. https://web.archive.org/web/20171017202731/http://www.friidrott.se/rs/arsbasta.aspx?page=stats&season=28&class=k. Läst 17 oktober 2017.
10. ↑  ”European Athletics U23 Championships - Tampere 2013” (på engelska). european-athletics.org. http://www.european-athletics.org/competitions/european-athletics-u23-championships/history/year=2013/results/index.html#. Läst 17 oktober 2017.
11. ↑  ”European Athletics U23 Championships - Tallinn 2015” (på engelska). european-athletics.org. http://www.european-athletics.org/competitions/european-athletics-u23-championships/history/year=2015/results/index.html. Läst 16 oktober 2017.
12. 1 2 3  ”Personsida på European Athletics' webbplats” (på engelska). european-athletics.org. http://www.european-athletics.org/athletes/group=s/athlete=161494-schmidt-heidi/index.html. Läst 22 oktober 2018.